# ベルリン室内管弦楽団
ベルリン室内管弦楽団（ベルリンしつないかんげんがくだん、Kammerorchester Berlin）は、ドイツ ・旧東ベルリンで設立された室内オーケストラである。

## 概要
1945年にヘルムート・コッホによりベルリン放送交響楽団（東ベルリン）の団員をメンバーとして設立。1975年までコッホが芸術監督を務めた。その後コンサートマスターのハインツ・シュンク（Heinz Schunk）がリーダーを務め、1995年から現在まで カトリーヌ・ショルツ が芸術監督を務めている。
レコーディングは、コッホ指揮でバッハの管弦楽曲やヘンデルの管弦楽曲・オラトリオ、ショルツ指揮・独奏でモーツァルトのヴァイオリン協奏曲全集などがある。
訳すと同名になるベルリン室内管弦楽団（Berliner Kammerorchester）はハンス・フォン・ベンダ（Hans von Benda）により1943年に設立された旧西ベルリンの団体である。